# Philip Alston

Philip G. Alston

Philip G. Alston (ur. 1950 w Australii) – profesor prawa międzynarodowego oraz praw człowieka. Jest profesorem na wydziale prawa Uniwersytetu Nowojorskiego oraz współzałożycielem Centrum Praw Człowieka i Sprawiedliwości Międzynarodowej (Center for Human Rights and Global Justice).
W dziedzinie praw człowieka, Alston piastował szereg wyższych stanowisk w ONZ przez ponad dwie dekady. Od roku 2004 został mianowany specjalnym sprawozdawcą ONZ do spraw pozasądowych, doraźnych i arbitralnych egzekucji. W tym charakterze, Alston regularnie brał udział w Radzie Praw Człowieka ONZ oraz Zgromadzeniu Ogólnym.
Od roku 2005, Alston odwiedził Nigerię, Sri Lankę, Filipiny, Gwatemalę, Liban, Izrael, RPA, Brazylię, Afganistan, USA, Kenię i Kolumbię. We wszystkich tych krajach pełnił funkcję specjalnego sprawozdawcy ONZ. W wielu przypadkach stworzył szczegółowe raporty, które potem były kierowane do odpowiednich rządów oraz bezpośrednio do ONZ.
Alston był autorem raportów odnoszących się do egzekucji pozasądowych, których tematyka obejmowała między innymi czary. Dotyczyły także problemów więzień, w tym ochrony świadków, represji danego rządu wobec jednostek lub grup współpracujących z agendą ds. człowieka ONZ, regulacji przepisów dotyczących użycia siły przez funkcjonariuszy organów ścigania, celowych decyzji rządów w celu unicestwienia przeciwników, relacji między prawem dotyczącym praw człowieka i międzynarodowego prawa humanitarnego, bezprawnych zabójstw podczas konfliktu zbrojnego oraz wprowadzania sprawiedliwych sądów wojskowych. W odniesieniu do kary śmierci, Alston zawsze podkreślał potrzebę przejrzystości przewodu procesowego. Jest on zdania, że skazani na karę śmierci, szczególnie nieletni, powinni mieć możliwość wystąpienia o ułaskawienie, prawo do rzetelnej obrony podczas procesu sadowego oraz prawo do złagodzenia zasądzonego wyroku.
Piastuje on także stanowisko specjalnego doradcy Wysokiego Komisarza ONZ ds. Praw Człowieka w sprawie Milenijnych Celów Rozwoju. Komisarzem mianującym go na to stanowisko był Sérgio Vieira de Mello. Po jego odejściu, Alston nadal doradza kolejnym Wysokim Komisarzom, między innymi Mary Robinson, Louise Arbour, oraz Navanethem Pillay. Od 1991 do 1998 roku przewodniczył Komisji ONZ ds. Praw Gospodarczych, Społecznych i Kulturalnych. Wcześniej, od roku 1987 do 1991, był pierwszym Sprawozdawcą Komisji. W 1993 roku Światowa Konferencja Praw Człowieka wybrała go na przewodniczącego pierwszego spotkania szefów i przewodniczących wszystkich urzędów i komisji zajmujących się prawami człowieka, w tym Europejskiego Trybunału Praw Człowieka, Afrykańskiej Komisji Praw Człowieka i Ludów oraz Komitetu Praw Człowieka ONZ. W roku 1988 został wyznaczony przez Sekretarza Narodów Zjednoczonych do przeprowadzenia reform w celu usprawnienia monitorowania praw człowieka. Efektem tej decyzji były kolejne raporty Alstona powstałe w latach 1989, 1993 i 1997. Miały one znaczący wpływ na kontynuowanie wysiłków Biura Wysokiego Komisarza ONZ ds. Praw Człowieka i Rady Praw Człowieka ONZ, których celem było usprawnienie i poprawa niewydolnego systemu monitorowania praw człowieka na świecie.
Alston brał aktywny udział w dziedzinie praw dzieci jako radca prawny dla UNICEF przez cały okres sporządzania Konwencji ONZ o Prawach Dziecka. jako delegat, pomagał i doradzał UNICEF podczas przygotowywania Konwencji. Nadal pełni tę funkcję, skupiając się na pomaganiu UNICEF w promowaniu ratyfikacji Konwencji w innych krajach.
Alston kierował również dużym projektem finansowanym przez Komisję Europejską. Działalność projektu była zwieńczona wydaniem w roku 2000 i 1999 Praw Człowieka pod agendą Unii Europejskiej. Obrady podczas trwania tego projektu, odegrały kluczową rolę w sformułowaniu szczegółowych zaleceń odnośnie do praw człowieka przez Komisję Europejską i Radę Europy.
Alston jest autorem licznych opracowań dotyczących takich sfer jak prawo gospodarcze, społeczne i kulturalne, procedury instytucji Narodów Zjednoczonych, prawo pracy, rola podmiotów niepaństwowych w odniesieniu do praw człowieka i rozwoju. Jest autorów autorem ważnego podręcznika traktującego o międzynarodowych prawach człowieka w kontekście politologii i moralności. Został on opublikowany przez Oxford University Press. Trzecia edycja została opublikowana w 2007 r.

## Rodzina
Jego brat, Richard Alston, piastował funkcję ministra federalnego gabinetu i Wysokiego Komisarza Zjednoczonego Królestwa.